# Hans Dreier
Hans Dreier (Brema, 21 agosto 1885 – Bernardsville, 24 ottobre 1966) è stato uno scenografo tedesco.

## Biografia
Hans Dreier nacque in Germania, a Brema nel 1885. Dopo gli studi di architettura, iniziò una carriera di scenografo cinematografico. Il suo primo film fu, nel 1919, Der letzte Zeuge di Adolf Gärtner alla Greenbaum-Film. Nel 1924, lavora con Ernst Lubitsch in La zarina, un film con Pola Negri prodotto dalla Famous Players-Lasky Corporation. 
Quando si trasferisce negli Stati Uniti, viene messo sotto contratto dalla Paramount Famous Lasky Corporation per cui diventa capo del dipartimento scenografico. Nella sua carriera, sarà il responsabile di oltre 500 scenografie per il cinema. Collabora in numerosi film con Ernst Lubitsch, Josef von Sternberg, Cecil B. DeMille.
L'ultimo film in cui appare la sua firma come architetto-scenografo, sempre alla Paramount Pictures è, nel 1951, in Un posto al sole di George Stevens.

## Riconoscimenti
Fu candidato all'Oscar per 23 volte. 

Vinse tre Oscar alla migliore scenografia, due volte nella categoria colore e una in quella bianco e nero: nel 1946 per L'avventura viene dal mare, nel 1949 per Sansone e Dalila e nel 1951 per il film in B/N Viale del tramonto di Billy Wilder.

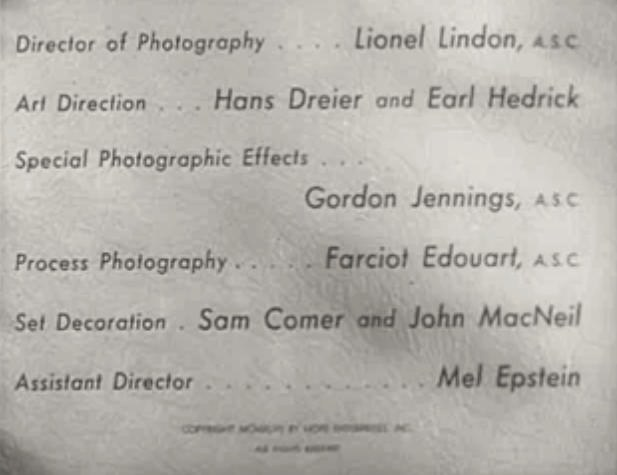
Titoli di My Favorite Brunette (1947)

## Filmografia

### Scenografo
- Seelenverkäufer, regia di Carl Boese (1919)
- Lady Hamilton, regia di Richard Oswald (1921)
- Die Liebschaften des Hektor Dalmore, regia di Richard Oswald (1921)
- Der letzte Zeuge, regia di Adolf Gärtner (1921)
- Lady Godiva, regia di Hubert Moest (1921)
- Die große und die kleine Welt, regia di Max Mack (1921)
- Peter der Große, regia di Dimitri Buchowetzki (1922)
- Das Laster des Spiels, regia di Dimitri Buchowetzki (1923)
- Die große Unbekannte, regia di Willi Wolff (1924)
- La zarina (Forbidden Paradise), regia di Ernst Lubitsch (1924)
- Zwischen zwei Frauen, regia di Hubert Moest (1925)
- Ali (Wings), regia di William A. Wellman (1927)
- Lo zar folle (The Patriot), regia di Ernst Lubitsch (1928)
- I dannati dell'oceano (The Docks of New York), regia di Josef von Sternberg (1928)
- Se io fossi re (The Vagabond King), regia di Ludwig Berger (1930)
- Marocco (Morocco), regia di Josef von Sternberg (1930)
- L'allegro tenente (The Smiling Lieutenant), regia di Ernst Lubitsch (1931)
- Une heure près de toi, regia di Ernst Lubitsch e George Cukor (1932)
- Amami stanotte (Love Me Tonight), regia di Rouben Mamoulian (1932)
- Non sono un angelo (I'm No Angel), regia di Wesley Ruggles (1933)
- Partita a quattro (Design for Living), regia di Ernest Lubitsch (1933)
- La signorina curiosa (Ladies Should Listen), regia di Frank Tuttle (1934)
- Rivelazione (Now and Forever), regia di Henry Hathaway (1934)
- Mississippi, regia di A. Edward Sutherland e, non accreditato, Wesley Ruggles (1935)
- La rosa del sud (So Red the Rose), regia di King Vidor (1935)
- Il sentiero del pino solitario (The Trail of the Lonesome Pine), regia di Henry Hathaway (1936)
- Annie del Klondike (Klondike Annie), regia di Raoul Walsh (1936)
- L'uomo senza volto (The Preview Murder Mystery), regia di Robert Florey (1936)
- Desiderio (Desire), regia di Frank Borzage (1936)
- Give Us This Night, regia di Alexander Hall (1936)
- Avventura messicana (Woman Trap), regia di Harold Young (1936)
- Desert Gold, regia di James P. Hogan (1936)
- Till We Meet Again, regia di Robert Florey (1936)
- La figlia della jungla (The Jungle Princess), regia di Wilhelm Thiele (1936)
- La fuga di Bulldog Drummond (Bulldog Drummond Escapes), regia di James P. Hogan (1937)
- Anime sul mare (Soul at Sea), regia di Henry Hathaway (1937)
- Bulldog Drummond Comes Back, regia di Louis King (1937)
- La valigia infernale (Bulldog Drummond's Revenge), regia di Louis King (1937)
- La figlia di Shanghai (Daughter of Shanghai), regia di Robert Florey (1937)
- La moglie bugiarda (True Confession), regia di Wesley Ruggles (1937)
- Swing High, Swing Low, regia di Mitchell Leisen (1937)
- L'ottava moglie di Barbablù (Bluebeard's Eighth Wife), regia di Ernst Lubitsch (1938)
- Prison Farm, regia di Louis King (1938)
- What a Life, regia di Theodore Reed (1939)
- Aloma dei mari del sud (Aloma of the South Seas), regia di Alfred Santell (1941)
- Signorine, non guardate i marinai (Star Spangled Rhythm), regia di George Marshall e A. Edward Sutherland  (1942)
- Vento selvaggio (Reap the Wild Wind), regia di Cecil B. De Mille (1942)
- True to the Army, regia di Albert S. Rogell (1942)
- Lo scorpione d'oro (My Favorite Blonde), regia di Sidney Lanfield (1942)
- L'ispiratrice (The Great Man's Lady), regia di William A. Wellman (1942)
- Segretario a mezzanotte (Take a Letter, Darling), regia di Mitchell Leisen (1942)
- Dottor Broadway (Dr. Broadway), regia di Anthony Mann (1942)
- Il disertore (Lucky Jordan), regia di Frank Tuttle (1942)
- La chiave di vetro (The Glass Key), regia di Stuart Heisler (1942)
- I cinque segreti del deserto (Five Graves to Cairo), regia di Billy Wilder (1943)
- Night Plane from Chungking, regia di Ralph Murphy  (1943)
- Henry Aldrich Swings It, regia di Hugh Bennett  (1943)
- Dixie, regia di Edward Sutherland - supervisione direzione artistica (1943)
- Per chi suona la campana (For Whom the Bell Tolls), regia di Sam Wood  (1943)
- Vogliamo dimagrire (Let's Face It), regia di Sidney Lanfield  (1943)
- The Good Fellows, regia di Jo Graham  (1943)
- Hostages, regia di Frank Tuttle  (1943)
- The Last Will and Testament of Tom Smith, regia di Harol S. Bucquet  (1943)
- Sorelle in armi (So Proudly We Hail!), regia di Mark Sandrich  (1943)
- Henry Aldrich Hauts a House, regia di Hugh Bennett  (1943)
- Riding High, regia di George Marshall (1943)
- True to Life, regia di George Marshall (1943)
- Il miracolo del villaggio (The Miracle of Morgan's Creek), regia di Preston Sturges (1944)
- Tutto esaurito (Standing Room Only), regia di Sidney Lanfield (1944)
- Henry Aldrich, Boy Scout, regia di Hugh Bennett (1944)
- Le schiave della città (Lady in the Dark), regia di Mitchell Leisen - supervisione (1944)
- La casa sulla scogliera (The Uninvited), regia di Lewis Allen (1944)
- You Can't Ration Love, regia di Lester Fuller (1944)
- La fiamma del peccato (Double Indemnity), regia di Billy Wilder (1944)
- Un fidanzato per due (And the Angels Sing), regia di George Marshall (1944)
- The Hitler Gang, regia di John Farrow (1944)
- La storia del dottor Wassell (The Story of Dr. Wassel), regia di Cecil B. DeMille (1944)
- Henry Aldrich Plays Cupid, regia di Hugh Bennett (1944)
- La mia via (Going My Way), regia di Leo McCarey (1944)
- Un'ora prima dell'alba (The Hour before the Dawn), regia di Frank Tuttle (1944)
- Henry Aldrich's Little Secret, regia di Hugh Bennett (1944)
- Evviva il nostro eroe (Hail the Conquering Hero), regia di Preston Sturges (1944)
- I Love a Soldier, regia di Mark Sandrich (1944)
- L'estrema rinuncia (Till We Meet Again), regia di Frank Borzage (1944)
- Our Hearts Were Young and Gay, regia di Lewis Allen (1944)
- L'isola dell'arcobaleno (Rainbow Island), regia di Ralph Murphy (1944)
- The Great Moment, regia di Preston Sturges (1944)
- L'avventura viene dal mare (Frenchman's Creek), regia di Mitchell Leisen (1944)
- National Barn Dance, regia di Hugh Bennett (1944)
- Il prigioniero del terrore (Ministry of Fear), regia di Fritz Lang (1944)
- Il grande silenzio (And Now Tomorrow) o Nei meandri della Casbah, regia di Irving Pichel (1944)
- Here Come the Waves, regia di Mark Sandrich (1944)
- Sinceramente tua (Practically Yours), regia di Mitchell Leisen (1944)
- The Man in Half Moon Street, regia di Ralph Murphy   (1945)
- Bring on the Girls, regia di Sidney Lanfield (1945)
- La corsa della morte (Salty O'Rourke), regia di Raoul Walsh (1945)
- Gli amori di Susanna (The Affairs of Susan), regia di William A. Seiter (1945)
- L'ombra dell'altro (A Medal for Benny), regia di Irving Pichel (1945)
- Il fantasma (The Unseen), regia di Lewis Allen (1945)
- Murder, He Says, regia di George Marshall (1945)
- Incontro nei cieli (You Came Along), regia di John Farrow (1945)
- Donne indiavolate (Out of This World), regia di Hal Walker (1945)
- Bionda incendiaria (Incendiary Love), regia di George Marshall (1945)
- Gli amanti del sogno (Love Letters), regia di William Dieterle (1945)
- Duffy's Tavern, regia di Hal Walker (1945)
- Kitty, regia di Mitchell Leisen (1945)
- Mi piace quella bionda (Hold That Blonde), regia di George Marshall (1945)
- Giorni perduti (The Lost Weekend), regia di Billy Wilder (1945)
- Mascherata al Messico (Masquerade in Mexico), regia di Mitchell Leisen (1945)
- The Stork Club, regia di Hal Walker  (1945)
- Miss Susie Slagle's, regia di John Berry
- I cercatori d'oro (Road to Utopia), regia di Hal Walker (1946)
- I forzati del mare (Two Years Before the Mast), regia di John Farrow (1946)
- A ciascuno il suo destino (To Each His Own), regia di Mitchell Leisen (1946)
- Il virginiano (The Virginian), regia di Stuart Gilmore (1946)
- La dalia azzurra (The Blue Dahlia), regia di George Marshall (1946)
- Non c'è due senza tre (The Bride Wore Boots), regia di Irving Pichel (1946)
- The Well-Groomed Bride, regia di Sidney Lanfield (1946)
- Eroi nell'ombra (O.S.S.), regia di Irving Pichel (1946)
- Our Hearts Were Growing Up, regia di William D. Russell (1946)
- The Searching Wind, regia di William Dieterle (1946)
- Lo strano amore di Marta Ivers (The Strange Love of Martha Ivers), regia di Lewis Milestone (1946)
- Monsieur Beaucaire, regia di George Marshall (1946)
- Cieli azzurri (Blue Skies), regia di Stuart Heisler e di (non accreditato) Mark Sandrich (1946)
- Bionda tra le sbarre (Cross My Heart), regia di John Berry (1946)
- Ladie's Man, regia di William D. Russell (1947)
- Vecchia California (California), regia di John Farrow (1947)
- Easy Come, Easy Go, regia di John Farrow (1947)
- Mia moglie capitano (Suddendly, It's Spring), regia di Mitchell Leisen (1947)
- La mia brunetta preferita (My Favorite Brunette), regia di Elliott Nugent (1947)
- Calcutta, regia di John Farrow (1947)
- La donna di quella notte (The Imperfect Lady), regia di Lewis Allen (1947)
- Bagliore a mezzogiorno (Blaze of Noon), regia di John Farrow (1947)
- Sessanta lettere d'amore (Dear Ruth), regia di William D. Russell (1947)
- Benvenuto straniero! (Welcome Stranger), regia di Elliott Nugent (1947)
- Champagne for Two, regia di Mel Epstein (1947)
- The Trouble with Women, regia di Sidney Lanfield (1947)
- La storia di Pearl White (The Perils of Pauline), regia di George Marshall (1947)
- Amore di zingara (Golden Earrings), regia di Mitchell Leisen (1947)
- Rivista di stelle (Variety Girl), regia di George Marshall (1947)
- Gli invincibili (Unconquered), regia di Cecil B. DeMille (1947)
- Corsari della terra (Wild Harvest), regia di Tay Garnett (1947)
- Paris in the Spring, regia di Mel Epstein (1947)
- La congiura di Barovia (Where There's Life), regia di Sidney Lanfield (1947)
- Avventura in Brasile (Road to Rio), regia di Norman Z. McLeod (1947)
- Le vie della città (I Walk Alone), regia di Byron Haskin (1948)
- Saigon, regia di Leslie Fenton (1948)
- Il tempo si è fermato (The Big Clock), regia di John Farrow (1948)
- Filibustieri in gonnella (The Sainted Sisters), regia di William D. Russell (1948)
- Il valzer dell'imperatore (The Emperor Waltz), regia di Billy Wilder (1948)
- Azzardo (Hazard), regia di George Marshall (1948)
- L'uomo che vorrei (Dream Girl), regia di Mitchell Leisen (1948)
- Scandalo internazionale (A Foreign Affair), regia di Billy Wilder (1948)
- Codice d'onore (Beyond Glory), regia di John Farrow (1948)
- Il terrore corre sul filo (Sorry, Wrong Number), regia di Anatole Litvak (1948)
- Big Sister Blues, regia di Alvin Ganzer (1948)
- Isn't It Romantic, regia di Norman Z. McLeod (1948)
- La notte ha mille occhi (Night Has a Thousands Eyes), regia di John Farrow (1948)
- Il verdetto (Sealed Verdict), regia di Lewis Allen (1948)
- I cari parenti (Miss Tatlock's Millions), regia di Richard Haydn (1948)
- Smith il taciturno (Whispering Smith), regia di Leslie Fenton (1948)
- Viso pallido (The Paleface), regia di Norman Z. McLeod (1948)
- Delitto senza peccato (The Accused), regia di William Dieterle (1949)
- My Own True Love, regia di Compton Bennett (1949)
- La sconfitta di Satana (Alias Nick Beal), regia di John Farrow (1949)
- La maschera dei Borgia (Bride of Vengeance), regia di Mitchell Leisen (1949)
- La corte di re Artù (A Connecticut Yankee in King Arthur's Court), regia di Tay Garnett (1949)
- I cavalieri dell'onore (Streets of Laredo), regia di Leslie Fenton (1949)
- Come divenni padre (Sorrowful Jones), regia di Sidney Lanfield (1949)
- Il grande Gatsby (The Great Gatsby), regia di Elliott Nugent (1949)
- La corda di sabbia (Rope of Sand), regia di William Dieterle (1949)
- La pietra dello scandalo (Top o' the Morning), regia di David Miller  (1949)
- Ho sposato un demonio (Red, Hot and Blue), regia di John Farrow (1949)
- La mia amica Irma (My Friend Irma), regia di George Marshall (1949)
- Ultimatum a Chicago (Chicago Deadline), regia di Lewis Allen (1949)
- La colpa della signora Hunt (Song of Surrender), regia di Mitchell Leisen (1949)
- Abbasso mio marito (Dear Wife), regia di Richard Haydn (1949)
- Il grande amante (The Great Lover), regia di Alexander Hall (1949)
- Sansone e Dalila (Samson and Delilah), regia di Cecil B. DeMille (1949)
- Il romanzo di Thelma Jordon (The File on Thelma Jordon), regia di Robert Siodmak (1950)
- Capitan Cina (Captain China), regia di Lewis R. Foster (1950)
- La mia vita per tuo figlio (Paid in Full), regia di William Dieterle (1950)
- Non voglio perderti (No Man of Her Own), regia di Mitchell Leisen (1950)
- La spia del lago (Captain Carey), regia di Mitchell Leisen (1950)
- La gioia della vita (Riding High), regia di Frank Capra (1950)
- Irma va a Hollywood (My Friend Irma Goes West), regia di Hal Walker (1950)
- Ai vostri ordini signora! (Fancy Pants), regia di George Marshall (1950)
- Viale del tramonto (Sunset Boulevard), regia di Billy Wilder (1950)
- Le furie (The Furies), regia di Anthony Mann (1950)
- Accadde in settembre (September Affair), regia di William Dieterle (1950)
- Le frontiere dell'odio (Copper Canyon), regia di John Farrow (1950)
- L'ultima preda (Union Station), regia di Rudolph Maté (1950)
- La città nera (Dark City), regia di William Dieterle (1950)
- Torna con me (Let's Dance), regia di Norman Z. McLeod (1950)
- Il marchio di sangue (Branded), regia di Rudolph Maté (1950)
- Assedio d'amore (Mr. Music), regia di Richard Haydn (1950)
- Il cerchio di fuoco (Appointment with Danger), regia di Lewis Allen (1951)
- Un posto al sole (A Place in the Sun), regia di George Stevens (1951)

### Costumi
- Lady Hamilton, regia di Richard Oswald (1921)